# MACS 0717
MACS 0717 или MACS J0717.5+3745 — крупное скопление галактик, находящееся на расстоянии 5,4 млрд световых лет в созвездии Возничий. Известно тем, что в нём сталкиваются и сливаются четыре отдельных скопления. Это первый случай наблюдения подобного масштабного явления. Столкновения скоплений в MACSJ0717 происходят в течение длительного времени, поскольку в этом случае движущийся филамент (вытянутая структура, состоящая из межгалактического газа, галактик и тёмной материи, и имеющая длину 13 млн св. лет) в виде потока втекает в область, где до этого уже была большая масса материи. Когда сталкиваются два и более скопления галактик, облака горячего газа замедляются, сталкиваясь друг с другом, однако галактики, состоящие в основном из пустоты и взаимодействующие друг с другом лишь гравитационно, не снижают скорость так быстро. Таким образом, путём сравнения изменений в скоростях галактик и газовых облаков можно определить первоначальные скорость и направление каждого скопления.

## Наблюдения
В 2012 году скопление MACS J0717.5+3745 использовалось для составления первой объёмной карты тёмной материи в этом месте наблюдаемого космического пространства.